# Касьян, Владимир Валерьевич
Владимир Валерьевич Касьян (5 марта 1988) — киргизский футболист, защитник; тренер. Выступал за сборную Кыргызстана.

## Биография
Всю свою карьеру на клубном уровне провёл в команде «Абдыш-Ата» (Кант). Неоднократный серебряный и бронзовый призёр чемпионата Кыргызстана, обладатель Кубка Кыргызстана.
В составе олимпийской сборной Кыргызстана принимал участие в Азиатских играх 2010 года, сыграл 3 матча.
В национальной сборной Кыргызстана дебютировал 25 июля 2009 года в товарищеском матче против Китая, заменив на 76-й минуте Фаруха Абитова. Принимал участие в Кубках вызова АФК в 2010 году (1 матч) и 2014 году (2 матча). Всего за сборную в 2009—2014 годах провёл 10 матчей.
После окончания игровой карьеры работает детским тренером в «Абдыш-Ате». В 2019 году являлся исполняющим обязанности главного тренера «Абдыш-Аты».